# Santa Catarina Cuixtla
Santa Catarina Cuixtla là một đô thị thuộc bang Oaxaca, México. Năm 2005, dân số của đô thị này là 1291 người.